# Athetis rectilinea
Athetis rectilinea là một loài bướm đêm trong họ Noctuidae.